# Hubert Maduro

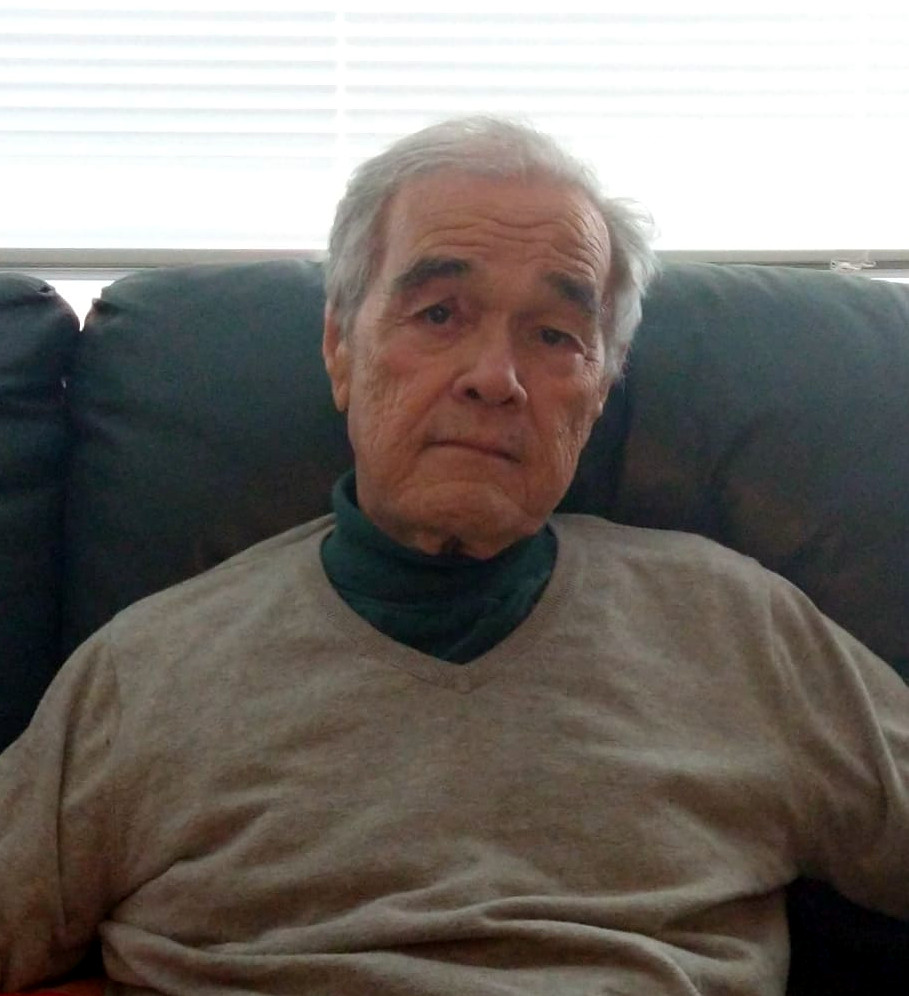
Maduro (2024)

Hubert Cirilo Maduro (Aruba, 16 maart 1944) is een Arubaans jurist en voormalig staatsraad van het Koninkrijk namens Aruba.
Maduro studeerde van 1964 tot 1967 landmeetkunde aan de HTS in Utrecht en van 1976 tot 1982 rechten in Tilburg. 
In 2009 was Maduro namens de Staten van Aruba lid van de Commissie Democratisch Deficit, die zich boog over de democratische legitimiteit van besluitvorming en controle op koninkrijksniveau. De bevindingen over het democratisch deficit van het Koninkrijk der Nederlanden zijn neergelegd in het rapport "Kiezen voor het Koninkrijk". Van 2006 tot 2014 was hij lid van de Raad van State van het Koninkrijk voor Aruba. 
Maduro was jarenlang actief als lid van de Electorale Raad van Aruba, sinds 2005 in de functie van voorzitter en van 2017 tot 17 juli 2021 als plaatsvervangend voorzitter.